# Ulrich Koch (Jurist)
Ulrich Koch (* 24. April 1959 in Pähl) ist ein deutscher Jurist. Bis Juni 2025 war er Richter am Bundesarbeitsgericht.

## Leben und Wirken
Koch studierte ab 1979 Rechtswissenschaften an der Universität Göttingen, wo er 1985 sein Erstes Juristisches Staatsexamen ablegte. Anschließend war er dort als wissenschaftlicher Mitarbeiter am Lehrstuhl von Franz Gamillscheg tätig. Gleichzeitig begann Koch sein Referendariat im Bereich des Oberlandesgerichts Celle. 1988 legte er in Niedersachsen sein Zweites Staatsexamen ab; 1990 wurde er von der Universität Göttingen mit der arbeitsrechtlichen Arbeit Die Abmahnung eines Betriebsratsmitgliedes wegen Amtspflichtverletzung zum Dr. iur. promoviert. Im selben Jahr wurde er am Senat der Freien und Hansestadt Hamburg zum Regierungsrat auf Zeit ernannt. 1991 trat er als Richter in der Arbeitsgerichtsbarkeit in den Justizdienst des Landes Schleswig-Holstein ein, wurde aber noch im selben Jahr bis 1993 an das Arbeitsgericht Neustrelitz abgeordnet. Ab 1993 nimmt Koch Lehraufträge an der Universität Göttingen wahr. 1993/94 war er als wissenschaftlicher Mitarbeiter an das Bundesarbeitsgericht abgeordnet. 1994 wurde er endgültig in den Justizdienst des Landes Mecklenburg-Vorpommern versetzt und zum Direktor des Arbeitsgerichts Stralsund ernannt. Von 1999 bis 2000 und von 2004 bis 2005 war Koch an das Justizministerium des Landes Mecklenburg-Vorpommern abgeordnet. 2001 wurde er Vizepräsident des Landesarbeitsgerichts Mecklenburg-Vorpommern.
2005 wurde Koch zum Richter am Bundesarbeitsgericht ernannt und zunächst dem Siebten Senat zugewiesen. Ab September 2009 war er dem Ersten Senat zugeteilt, dessen stellvertretender Vorsitzender er 2014 wurde. 2010 verlieh die Universität Göttingen Koch eine Honorarprofessur. Seit Februar 2016 war er Vorsitzender des hauptsächlich mit dem Kündigungsrecht befassten Zweiten Senats. Zudem ist Koch Mitkommentator einiger Kommentare zum deutschen Arbeitsrecht.
Mit Ablauf des 30. Juni 2025 trat Ulrich Koch in den Ruhestand.